# Margarita Gonzaga d'Este
Margarita Gonzaga de Mantua (Mantua, 27 de mayo de 1564-6 de enero de 1618) fue una noble italiana, hija del duque Guillermo Gonzaga de Mantua y Montferrato, y de la archiduquesa austriaca Leonor de Habsburgo, hija del emperador Fernando I del Sacro Imperio Romano Germánico y de Ana de Bohemia y Hungría. Era hermana del duque Vicente I de Mantua y de Ana Catalina Gonzaga.

## Matrimonio
Se casó el 24 de febrero de 1579 con Alfonso II de Este (1533-1597), duque de Ferrara y de Módena y Reggio. Este matrimonio no tuvo descendencia. Este fue el tercer matrimonio del duque, y se esperaba que iba a producir un heredero varón. Ella no tuvo hijos, lo que llevó a la adquisición de la ciudad de Ferrara, por los Estados Pontificios.